# 王紹隆
王紹隆，字聖質，浙江海寧人，清朝政治人物、進士出身。

## 生平
順治三年（1646年）丙戌科浙江鄉試舉人，順治六年（1649年）登進士，改庶吉士。散館后授翰林院檢討。官至江安糧道。